# Municipio de Canton (condado de Washington)
El municipio de Canton (en inglés: Canton Township) es un municipio ubicado en el condado de Washington en el estado estadounidense de Pensilvania. En el año 2000 tenía una población de 8,826 habitantes y una densidad poblacional de 229 personas por km².

## Geografía
El municipio de Canton se encuentra ubicado en las coordenadas 40°13′4.13″N 80°18′36.83″O / 40.2178139, -80.3102306.

## Demografía
Según la Oficina del Censo en 2000 los ingresos medios por hogar en la localidad eran de $31,625 y los ingresos medios por familia eran $40,014. Los hombres tenían unos ingresos medios de $33,194 frente a los $21,966 para las mujeres. La renta per cápita para la localidad era de $15,420. Alrededor del 14,0% de la población estaban por debajo del umbral de pobreza.